# Josemar Tavares
Josemar Tavares est un joueur international angolais de rink hockey. 

## Parcours
Il évolue à Petro de Luanda en 2019. 

## Palmarès
En 2019, il participe pour la première fois à un championnat du monde de rink hockey en Espagne.

## Référence
1. 1 2  « Hockey: Convocation de la sélection des joueurs pour le mondial d'Espagne », sur angop.ao, 4 juillet 2019 (consulté le 10 août 2019)